# لويس روبي إرموس
لويس روبي إرموس
لويس روبي إرموس سيرنا (من مواليد 31 ديسمبر 1940) هو حارس مرمى كرة قدم بيرو سابق ، لعب مع منتخب بيرو الوطني بين عامي 1963 و 1972، وحصل على 38 مباراة دولية. كان جزءا من منتخب بيرو لكأس العالم 1970. على مستوى النادي، قضى روبي إرموس معظم حياته المهنية في سبورتنج كريستال.